# Gert Buchheit

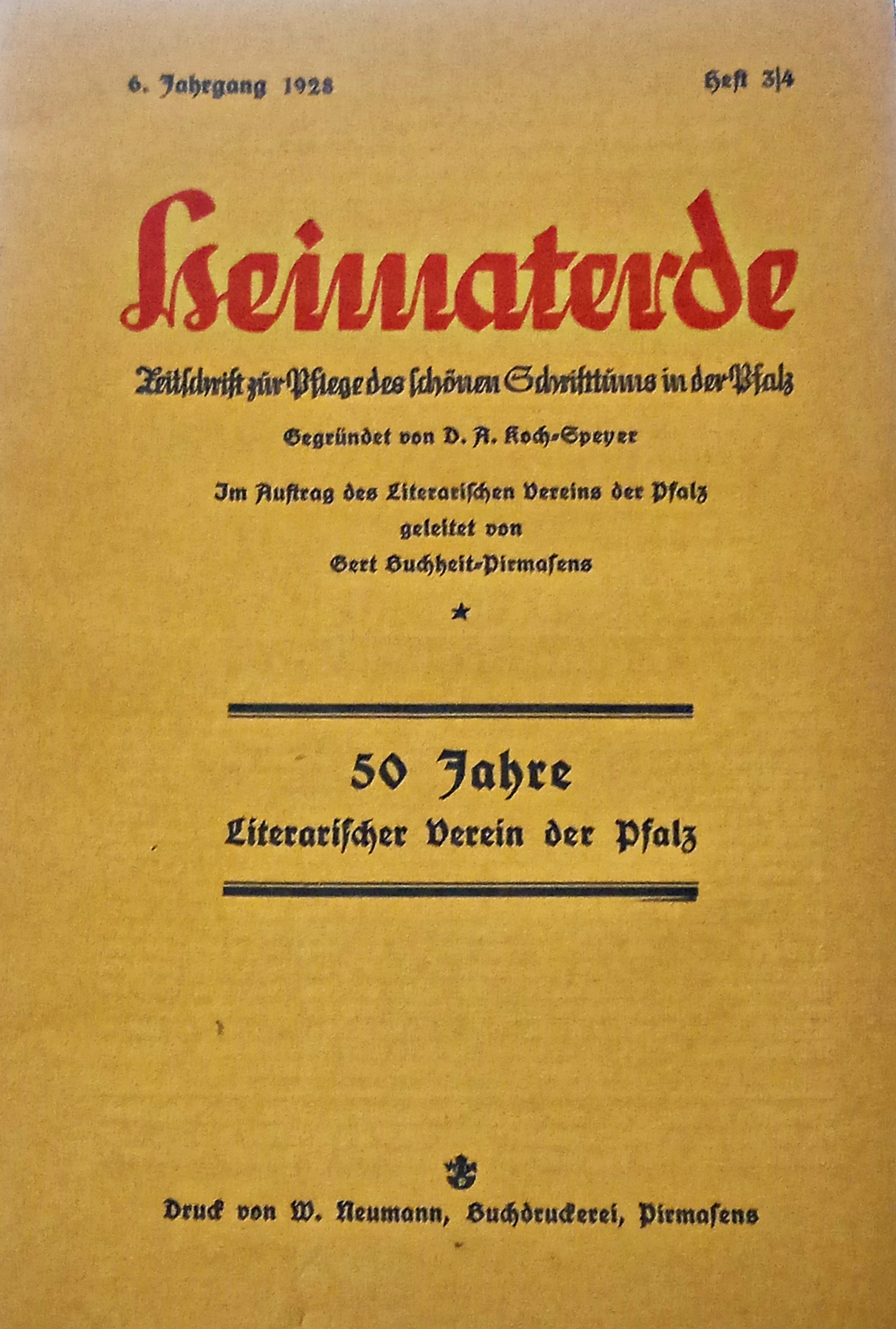
„Heimaterde“ (1928), Zeitschrift des Literarischen Vereins der Pfalz, mit Nennung von Gert Buchheit als Vorsitzendem

Gert Buchheit (* 2. Juni 1900 in Saargemünd; † 31. Mai 1978 in Landstuhl) war ein deutscher Historiker und Germanist.

## Leben
Buchheit wuchs als Sohn des Rechtsanwaltes Ludwig Buchheit in Saargemünd auf. Er studierte Geschichte, Germanistik, Philosophie und Kunstgeschichte an den Universitäten Heidelberg, Bonn, Erlangen und München. Er wurde bei Oskar Walzel promoviert. Ende der 1920er Jahre fungierte er als Vorsitzender des Literarischen Vereins der Pfalz.
Nach dem Studium arbeitete er als Lehrer in München und Pirmasens, später als Kunsthistoriker, Militärwissenschaftler und zeitgeschichtlicher Schriftsteller. Während des Zweiten Weltkriegs war er Offizier im Kommandostab des Militärbefehlshabers in Frankreich.
Ein erheblicher Teil der späten Arbeiten Buchheits beschäftigt sich mit weniger bekannten, vor allem geheimdienstlichen, Aspekten des „Dritten Reiches“. Dies gilt zum Beispiel für das Buch Der deutsche Geheimdienst, das sich mit dem „Mythos Canaris“ befasst. Die zeitgenössischen Kritiken dieser Werke waren überwiegend positiv. So lobte eine Besprechung von Buchheits Canaris-Buch von 1967 dieses als „[...] das vollständigste und nicht nur deshalb beste Buch [...], das es heute über den deutschen militärischen Geheimdienst gibt.“ Spätere Betrachtungen sind dagegen deutlich reservierter ausgefallen: Kritiker wie Klaus Wiegrefe werfen Buchheit vor, dass viele seiner Arbeiten Geschichtsklitterung seien, die dem Zweck dienten, die bundesdeutschen Geheimdienste nach dem Krieg, namentlich den BND unter seinem Chef Reinhard Gehlen, von kompromittierenden Details aus ihrer NS-Vergangenheit reinzuwaschen.
2012 wurde bekannt, dass Buchheit nach dem Zweiten Weltkrieg „jahrelang als geschichtspolitischer Spindoktor für den Bundesnachrichtendienst (BND) und dessen Präsidenten Reinhard Gehlen“ gearbeitet hat. Im Rahmen eines Arrangements mit dem BND erhielt er monatlich 500 DM „und das vage Versprechen des BND, für freundliche Rezensionen von Buchheits Büchern in den Medien zu sorgen.“ Im Gegenzug habe er tendenziöse Artikel und ein Buch verfasst, „das die Rolle Gehlens und anderer BND-Mitarbeiter während des ‚Dritten Reiches‘ schönte.“
Für seine wissenschaftliche Arbeit wurde Buchheit 1970 mit dem Bundesverdienstkreuz 1. Klasse ausgezeichnet, in demselben Jahr wurde ihm der Pfalzpreis für Literatur verliehen.

## Publikationen
Als Herausgeber:
- Rainer Maria Rilke. Stimmen der Freunde, ein Gedächtnisbuch, Urban, Freiburg 1931.

Als Verfasser:
- Der Totentanz, seine Entstehung und Entwicklung, Berlin 1926.
- Rainer Maria Rilke. Mit 9 Abbildungen, Rascher & Cie, Zürich 1928.
- Die schöne Rheinpfalz. Ein Bildwerk mit 88 Tafeln, 1930.
- Das Papsttum, 1930.
- Rom im Wandel der Jahrhunderte, Sebaldus-Verlag, Nürnberg 1931.
- Franz von Papen. Eine politische Biographie, 1933.
- Im Schatten Bismarcks: Brüning, Papen, Schleicher, Kulturpolitischer Verlag, Berlin/Leipzig/München 1933.
- Kämpfer für das Reich. Von Stein bis Hitler, Belser, Stuttgart 1934.
- Das Reichsehrenmal Tannenberg. Seine Entstehung, seine endgültige Gestaltung und seine Einzelkunstwerke. Mit 59 Abbildungen und Skizzen, Knorr & Hirth, München 1936.
- Mussolini und das neue Italien, Neff, Berlin 1938.
- Bismarck: Führer und Mensch, 1941. (französische Übertragung: Bismarck, Ed. Colbert, Paris 1943)
- Vernichtungs- oder Ermattungsstrategie? Vom strategischen Charakter der Kriege, 1942.
- Rainer Maria Rilke, Heinrich-Heine-Verlag, Mengen 1947.
- Hitler der Feldherr. Die Zerstörung einer Legende, 1958.
- Der Führer ins Nichts. Eine Diagnose Adolf Hitlers, 1960.
- Soldatentum und Rebellion: Die Tragödie der deutschen Wehrmacht, Grote, Rastatt/Baden 1961.
- Das Papsttum : Von seiner Einsetzung bis zum Pontifikat Johannes XXIII, Osang, Neuenbürg 1962.
- Ludwig Beck. Ein preussischer General, List, München 1964.
- Der deutsche Geheimdienst: Geschichte der militärischen Abwehr, List, München 1966.
- Richter in roter Robe: Freisler, Präsident des Volksgerichtshofes, List, München 1968.
- Die anonyme Macht. Aufgaben, Methoden, Erfahrungen der Geheimdienste, Frankfurt am Main 1969.
- Im Würgegriff der Politik. Vom Geheimkampf der Geheimdienste, Landshut 1974.
- Spionage in zwei Weltkriegen: Schachspiel mit Menschen, Landshut 1975.